# 1494

## Události
- 25. ledna – Alfons II. korunován neapolským králem.
- Římský král Maximilián I. Habsburský se oženil s milánskou princeznou Biancou Marií Sforzou.
- Francouzský král Karel VIII. zahájil první tažení Francouzů do Itálie s cílem dobýt Neapolsko, na něž si činil nárok jako dědic dynastie Anjou. Války o ovládnutí Itálie trvaly až do roku 1559.
- Pod vlivem vpádu Francouzů a kázání fanatického dominikánského mnicha Girolama Savonaroly vypuklo ve Florencii povstání, která vedlo k vyhnání dosavadního neoficiálního vládce Piera de Medici a obnovení republiky.
- Morová rána v Itálii.
- Veliký kníže moskevský Ivan III. přikázal uzavřít hanzovní dvůr v Novgorodu.
- Walter von Plettenberg se stal představeným livonské větve řádu německých rytířů (magister provincialis).
- Skončila první rusko-litevská válka (1486–1494) – veliký kníže litevský Alexandr Jagellonský uzavřel mírovou smlouvu s Ivanem III. a 1495 se oženil s jeho dcerou Jelenou.
- 7. června – Portugalsko a Španělsko uzavřely smlouvu o rozdělení světa, tzv. smlouvu z Tordesillas.

### Probíhající události
- 1494–1498 – První italská válka

### Věda, kultura
- ? – Vyšla tiskem první velká učebnice účetnictví Summa de arithmetica, geometria, proportioni et proportionalita od Luca Pacioli.

## Narození

### Česko
- 23. března – Jan Dernschwam, báňský odborník a cestovatel († 1568)
- ? – Adam I. z Hradce, nejvyšší kancléř Království českého († 15. června 1531)

### Svět
- 2. února – Bona Sforza, polská královna jako manželka Zikmunda I. († 19. listopadu 1557)
- 8. března – Rosso Fiorentino, italský malíř († 1540)
- 24. března – Georgius Agricola, německý učenec († 1555)
- 12. září – František I. Francouzský, francouzský král († 31. března 1547)
- 5. listopadu – Hans Sachs, německý meistersinger († 9. ledna 1576)
- ? – Lucas van Leyden, nizozemský malíř a rytec († 8. srpna 1533)
- ? – Jacopo da Pontormo, italský malíř a kreslíř († 1557)
- ? – Alonso Alvarez de Pineda, španělský mořeplavec († 1520)
- ? – Dósan Saitó, japonský vládce († 28. května 1556)
- ? – William Tyndale, anglický náboženský reformátor († 1536)
- ? – Jean Parisot de La Valette, velmistr Maltézského řádu, zakladatel La Valletty († 21. srpna 1568)
- ? – Domingo de Soto, španělský řeholník, teolog, zpovědník císaře Karla V († 1560)
- ? – Hatice Sultan, osmanská princezna a dcera sultána Selima I. († 1538)

## Úmrtí
- 11. ledna – Domenico Ghirlandaio, italský renesanční malíř (* 1449)
- 25. ledna – Ferdinand I. Ferrante, neapolský král (* 2. června 1423)
- 26. června - Ctibor Tovačovský z Cimburka, moravský šlechtic, moravský zemský hejtman a v letech 1471 - 1479 nejvyšší kancléř Království českého (*4. dubna 1438)
- 11. srpna – Hans Memling, vlámský gotický malíř (* 1433)
- 29. září – Angelo Poliziano, italský učenec a básník (* 14. července 1454)
- 22. října – Gian Galeazzo Sforza, mílánský vévoda (* 20. června 1469)
- 8. listopadu – Melozzo da Forlì, italský malíř (* 1438)
- 17. listopadu – Pico della Mirandola, italský humanista a filosof (* 24. února 1463)
- 19. prosince – Matteo Maria Boiardo, italský básník (* 1441)

## Hlavy států
- České království – Vladislav Jagellonský
- Svatá říše římská – Maxmilián I.
- Papež – Alexandr VI.
- Anglické království – Jindřich VII. Tudor
- Francouzské království – Karel VIII.
- Polské království – Jan I. Olbracht
- Uherské království – Vladislav Jagellonský